# Ceraspis mixta
Ceraspis mixta är en skalbaggsart som beskrevs av Blanchard 1850. Ceraspis mixta ingår i släktet Ceraspis och familjen Melolonthidae. Inga underarter finns listade i Catalogue of Life.